# Lista de queijos
Isto é uma lista de queijos ordenada por país de origem.

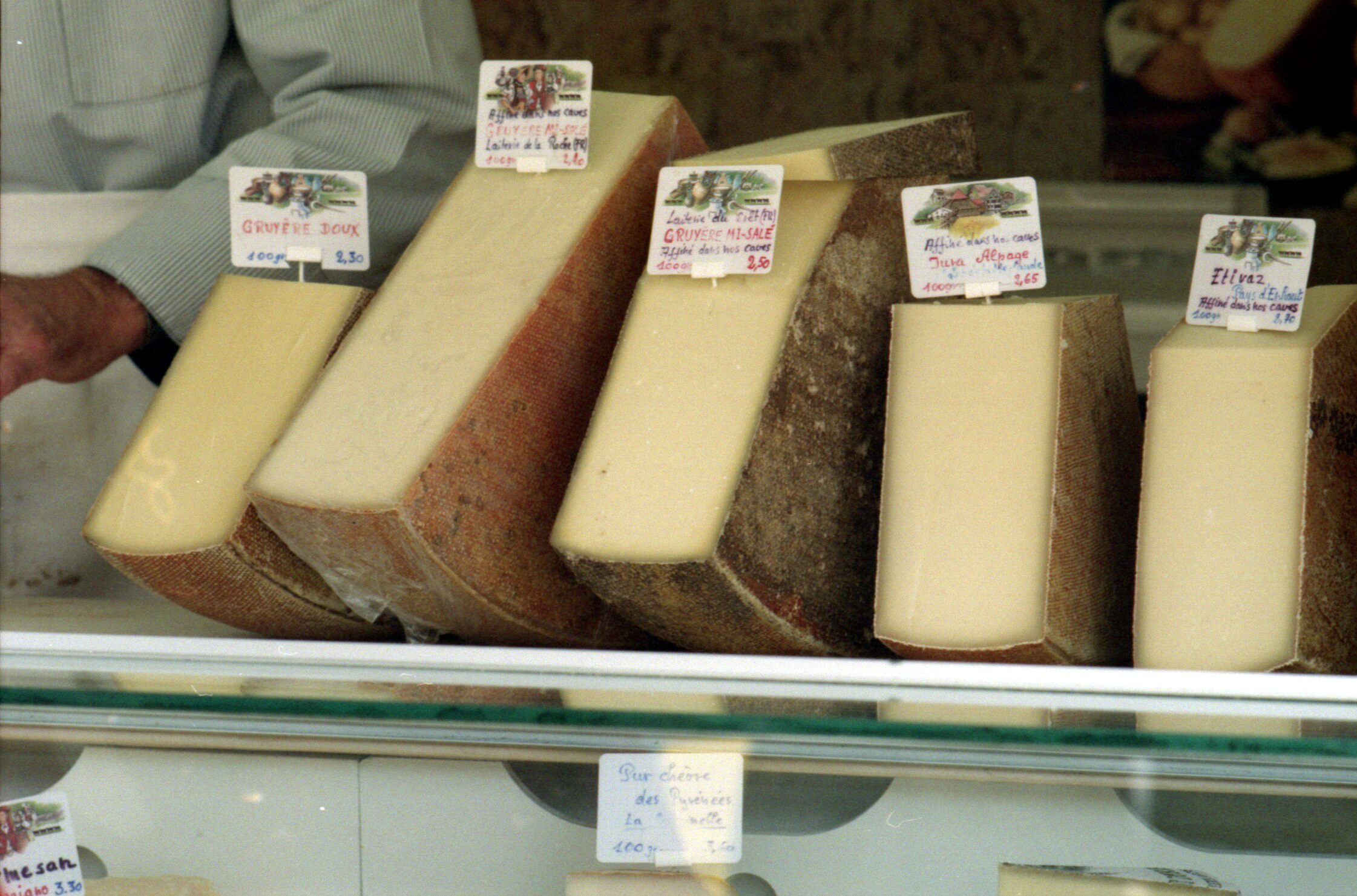
Queijos num balcão de uma loja

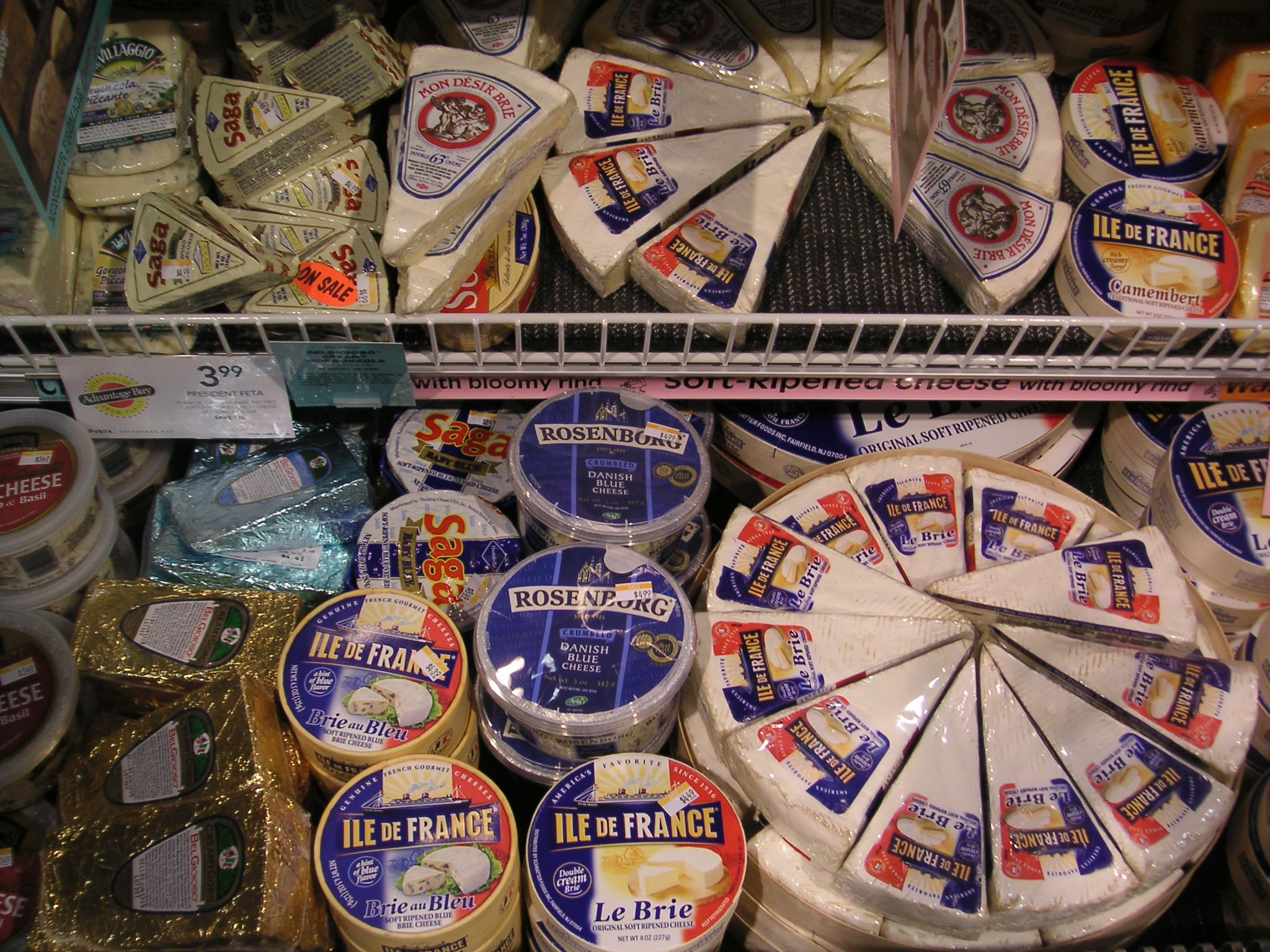
Queijos armazenados num frigorífico

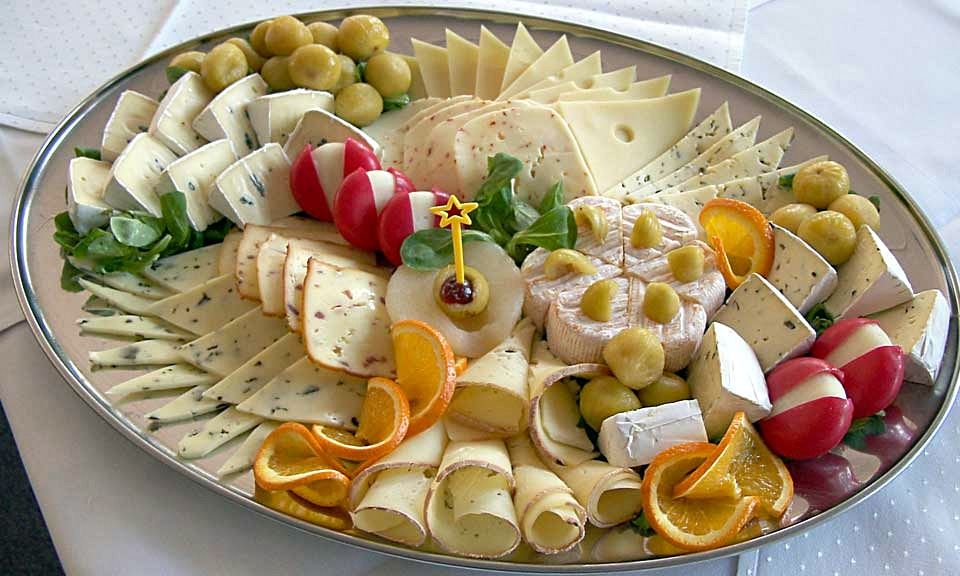
Variedade de queijos servidos num prato

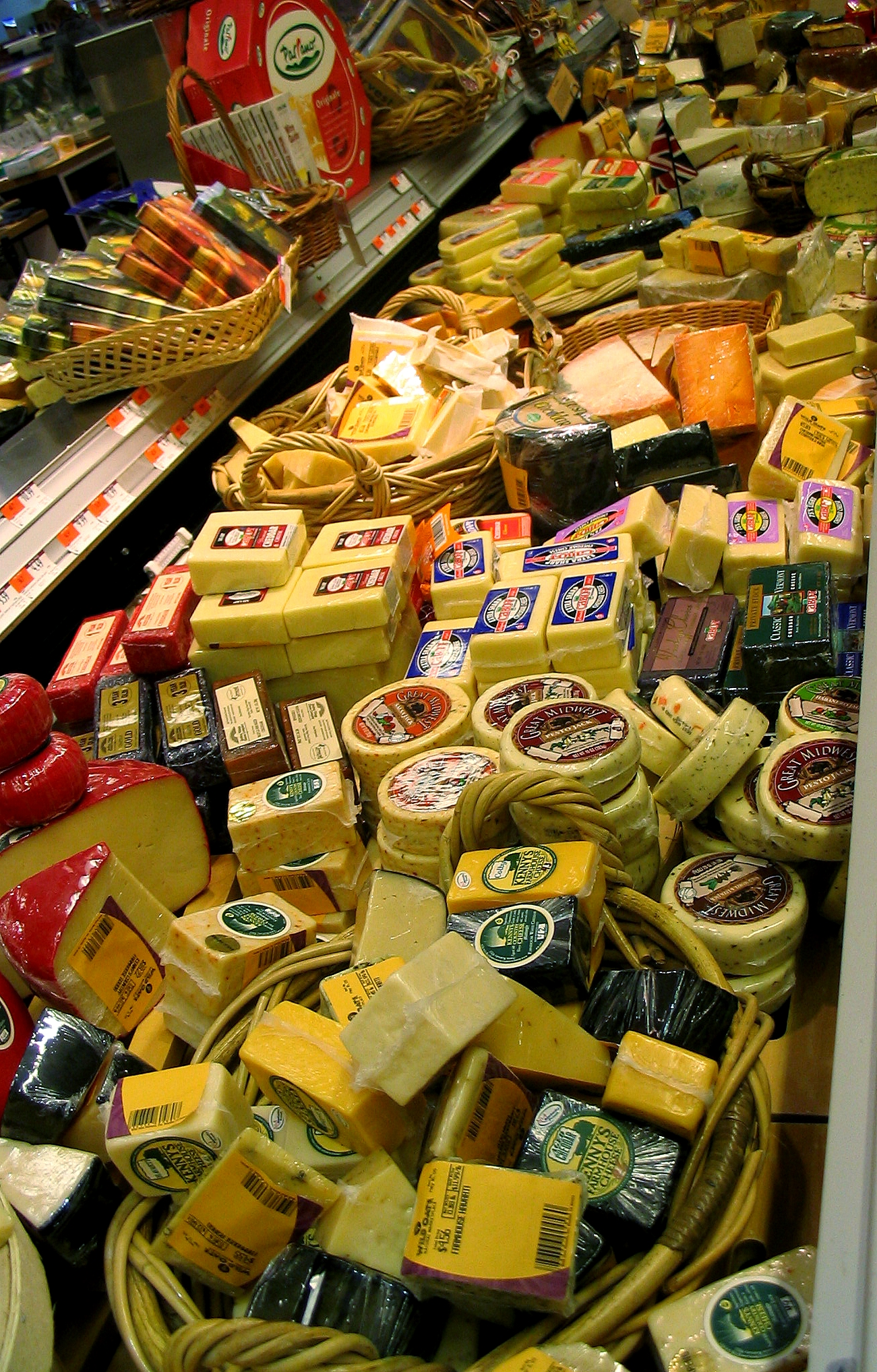
Muitos tipos de queijo num supermercado

## África

### África do Sul
- Bokmakiri
- Kwaito

### Egipto
- Testouri

### Mauritânia
- Caravane

## Ásia

### Bangladesh
- Chhena

### China
- Rubing
- Rushan
- Nguri

### Coreia do Sul
- Imsil

### Filipinas
- Kesong ou Quesong Puti

### Índia
- Chhena
- Khoa
- Makhhan
- Paneer

### Irão
- Leeghvan
- Tabriz

### Japão
- Sakura
- Tenshi

### Médio Oriente

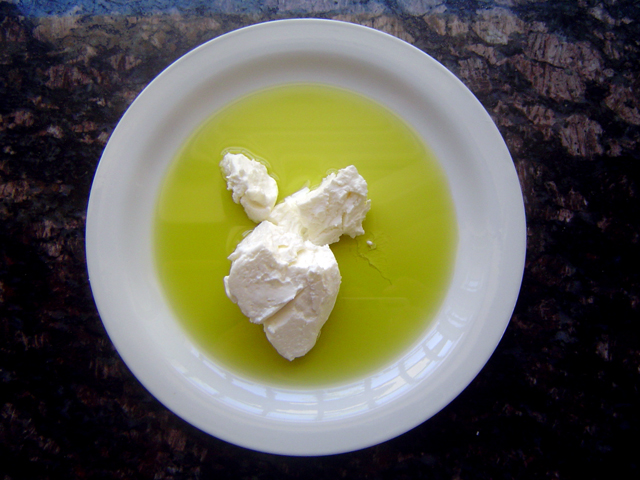
Labneh

- Achuza
- Akkawi
- Basket
- Chancliche
- Labneh
- Jameed
- Jibneh Arabieh
- Naboulsi
- Zefati

### Nepal
- Yak

### Tibet
- Chhurpi
- Chura kampo
- Chura loenpa

## Europa

### Alemanha

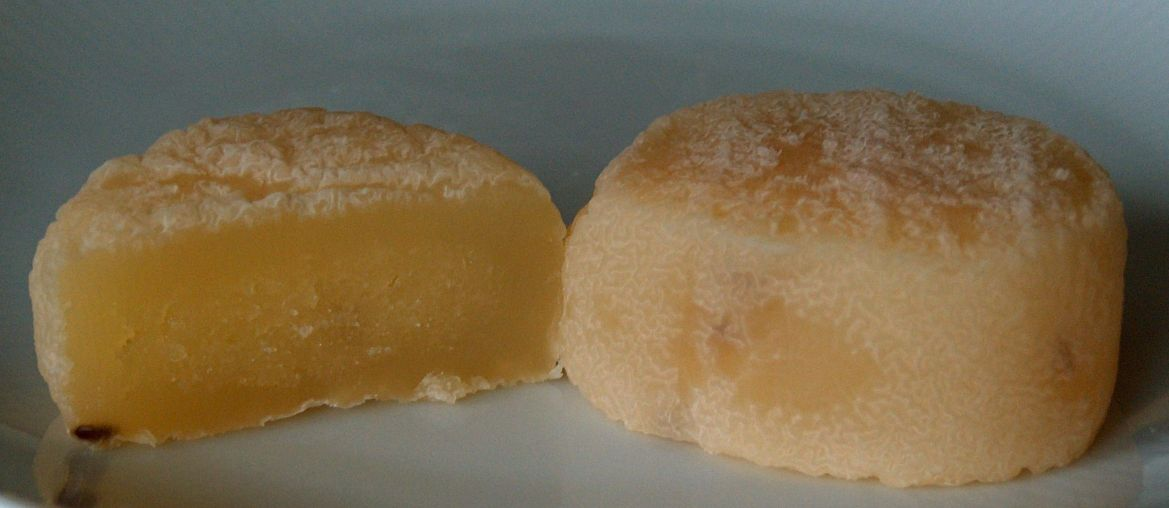
Queijo harzer

- Bavaria blu
- Bördespeck
- Cambozola
- Grunlander
- Handkäse
- Harzer
- Hirtenkäse
- Klützer Gold
- Milbenkäse
- Nillekäs
- Rauchkäse
- Romadur
- Spundekäs
- Steinbuscher
- Tilsit
- Weisslacker

### Áustria
- Affineur
- Bergkäse
- Bryndza
- Dachsteiner
- Lüneberg
- Tiroler Graukäse
- White Asian

### Bélgica

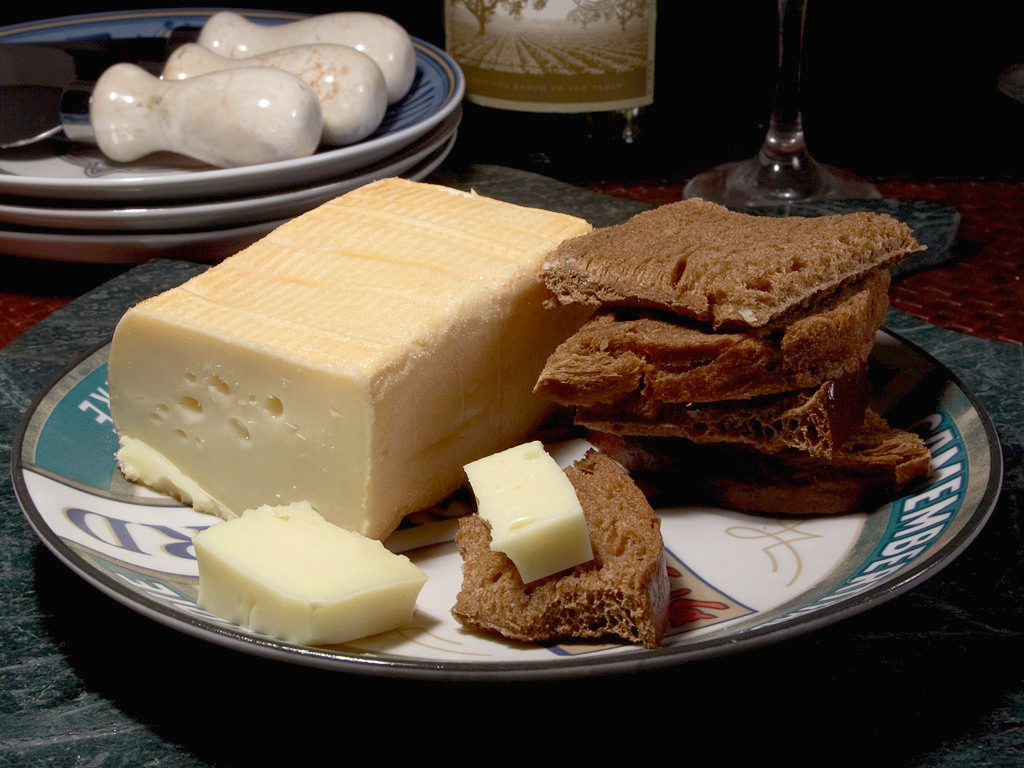
Limburger

- Beauvoorde
- Bruxelas
- Herve
- Limburger
- Maredsous
- Passendale
- Plateau de Herve
- Postel
- Prince-Jean
- Remedou
- Rodoric
- Rubens

### Bósnia e Herzegovina
- Livno

### Bulgária
- Crackengal
- Kashkaval
- Sirene

### Chipre

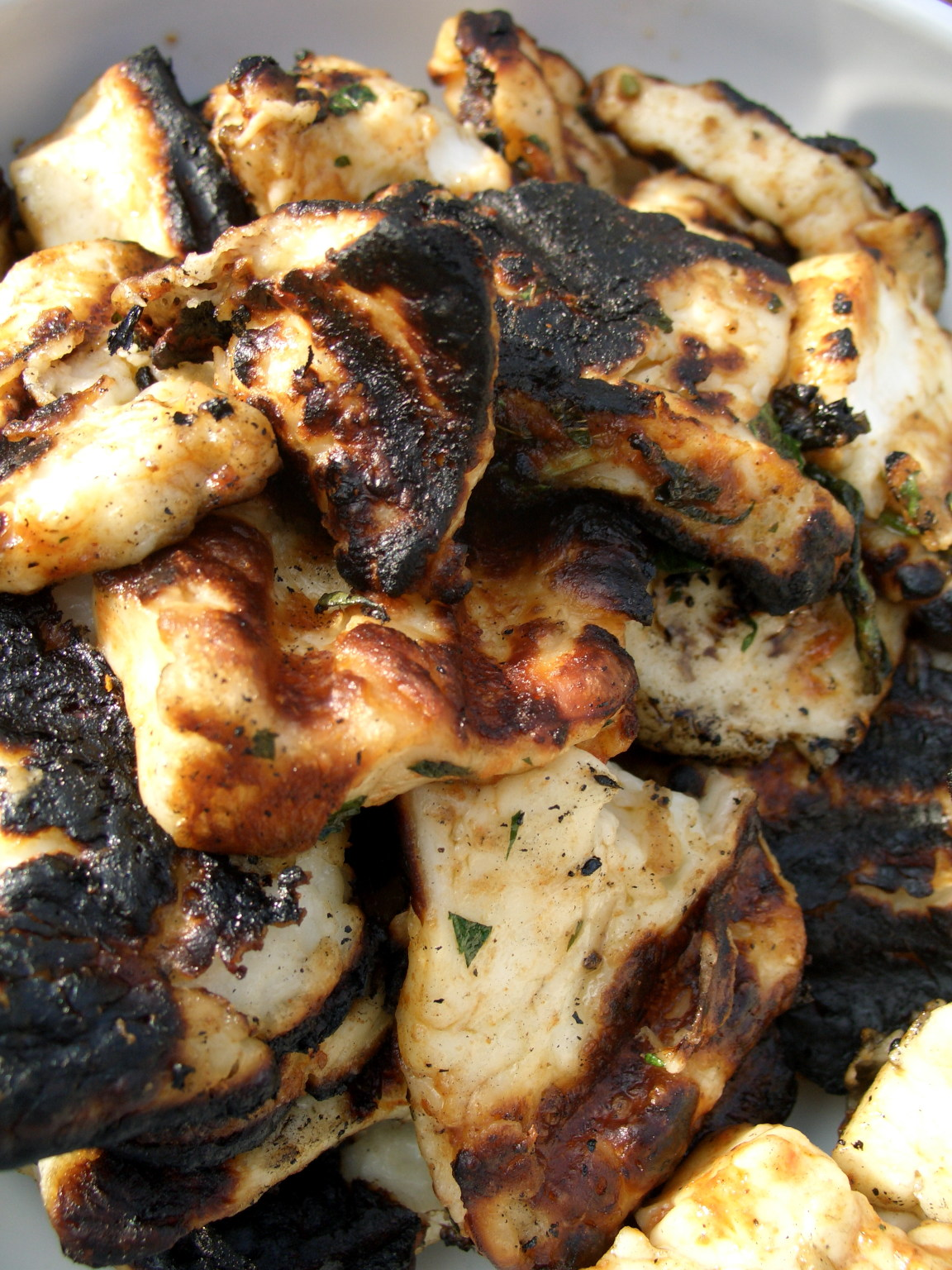
Halloumi grelhado (Chipre)

- Anari
- Halloumi
- Kefalotyri

### Croácia
- Bilogorac
- Bilogorka
- Dimsi
- Paški sir
- Picok
- Podravec
- Ribanac
- Zdenka

### Dinamarca
- Danbo

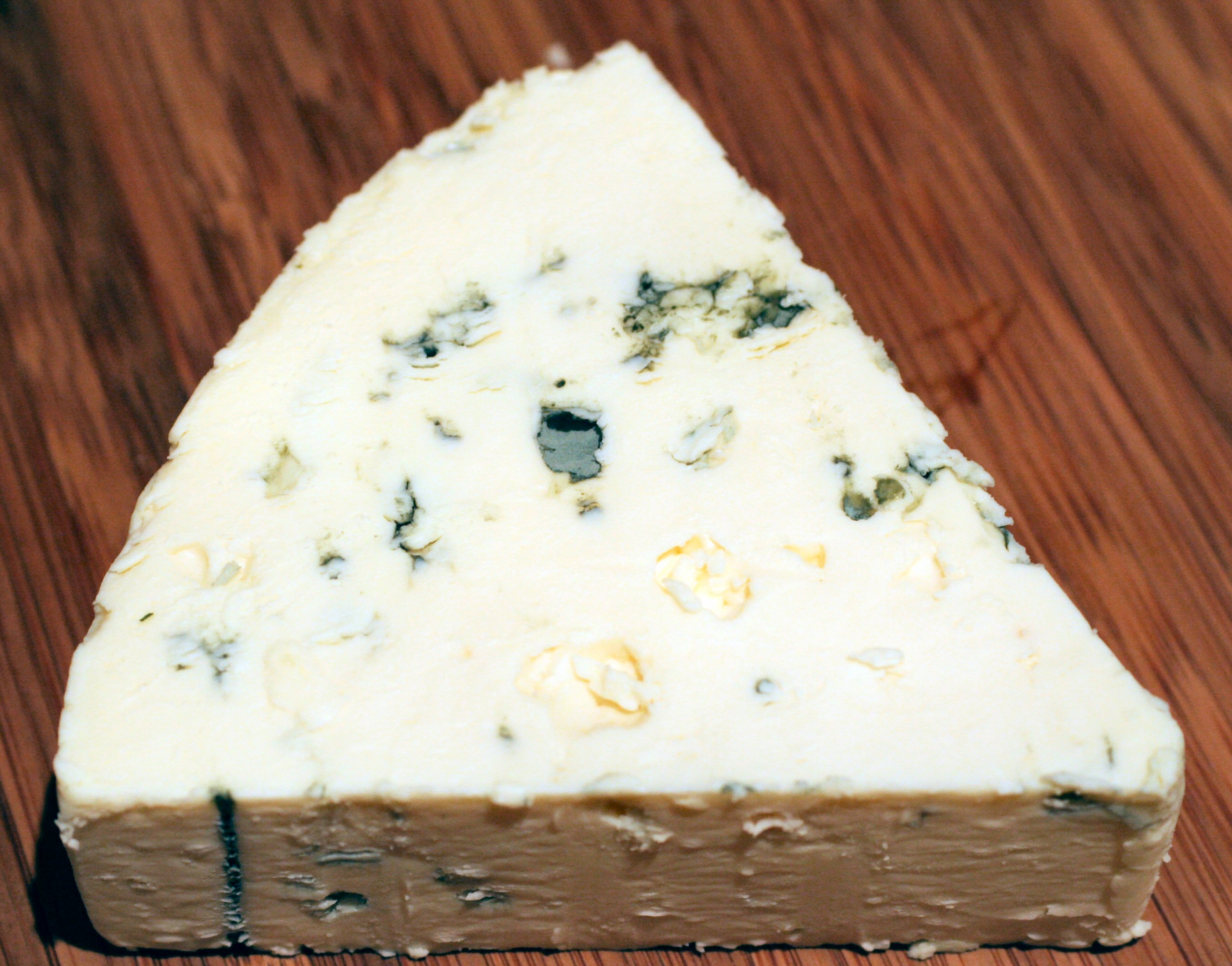
Queijo Dinamarquês Blue

- Danish Blue (Dansk blåskimmel(ost))
- Danish tilsit ou Tilsit Havarti
- Esrom ou Danish Port-Salut
- Havarti
- Rygeost
- Saga
- Samsoe

### Eslováquia
- Bryndza
- Korbácik
- Oštiepok
- Ovcí syr
- Parenica
- Sirecz
- Tvaroh

### Espanha

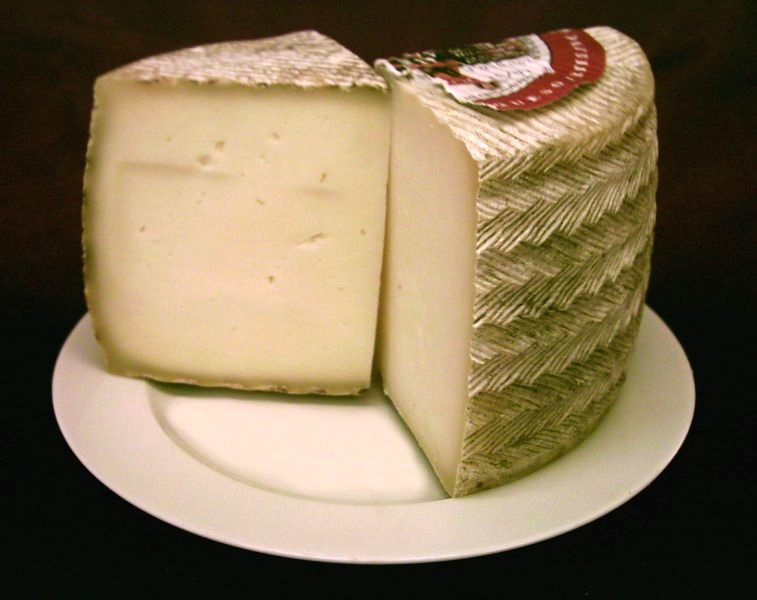
Queijo Manchego

- Afuega'l pitu
- Buonaro
- Burgos
- Cabrales
- Cantabria
- Cerdanya
- Drunken Goat
- Garrotxa
- Iberico
- Idiazabal
- L'Alt Urgell
- La Serena
- Mahón
- Majorero
- Manchego
- Mató
- Murcia al vino
- Murcia
- Palmero
- Picón Bejes-Tresviso
- Queso de la Palma
- Quesucos de Liebana
- Roncal
- Ronkari
- Serrat
- Tetilla
- Torta del Casar
- Tupí
- Valdeon
- Zamorano

### Finlândia
- Aura
- Lappi
- Leipäjuusto
- Mustaleima
- Oltermanni
- Pohjanpoika
- Raejuusto

### França
- Abondance
- Beaufort
- Bleu d'Auvergne
- Bleu de Bresse
- Bleu de Gex
- Bleu des Causses
- Bleu du Vercors
- Boursin
- Brie
- Brocciu Corse
- Camembert
- Cancoillotte
- Cantal
- Caprice des Dieux
- Chabichou du Poitou
- Chaource
- Chaumes
- Chèvre
- Chevrotin
- Comté
- Cottage
- Crottin de Chavignol or Chavignol
- Époisses de Bourgogne

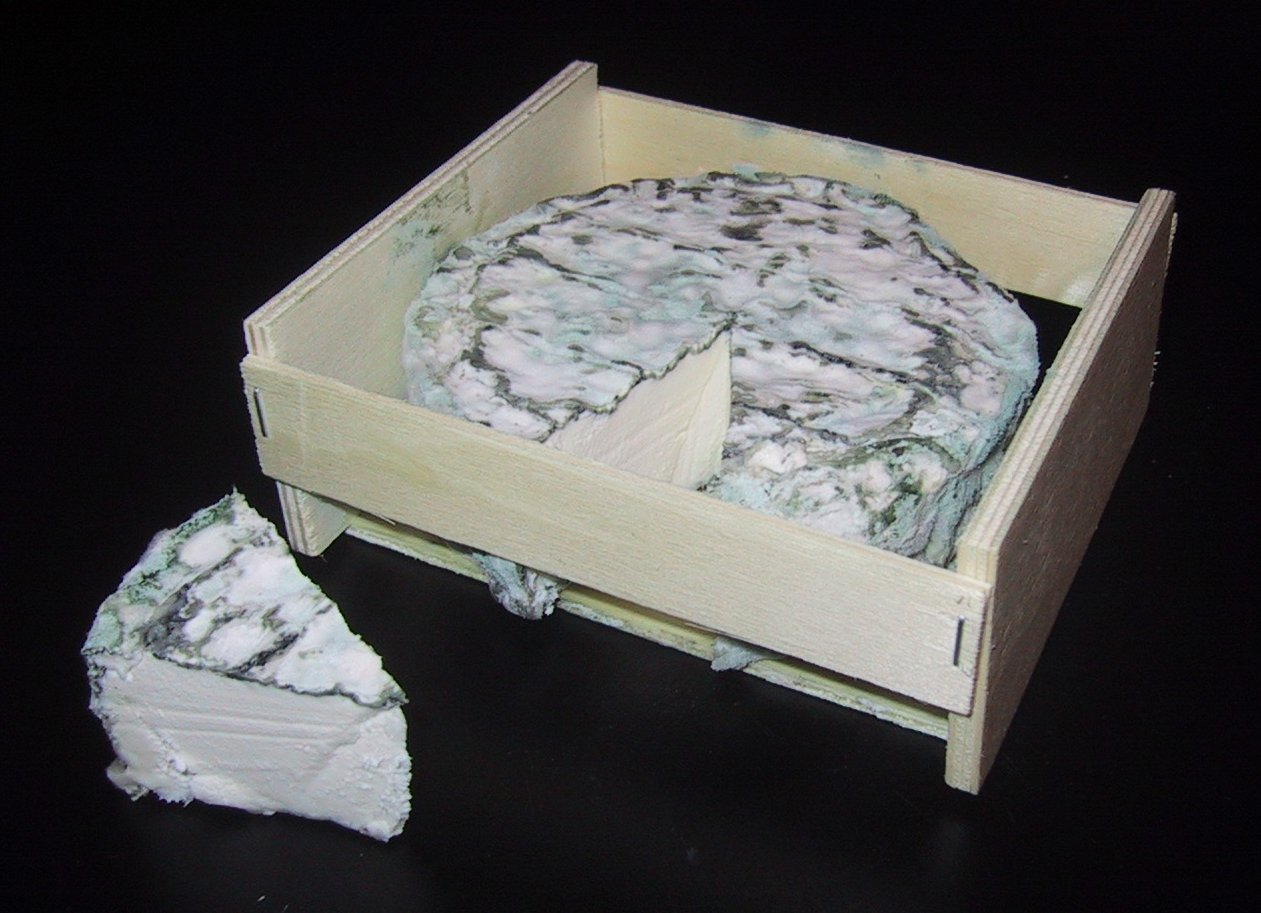
Queijo Selles-sur-Cher

- Fourme d'Ambert ou Fourme de Montbrison
- Laguiole
- Langres
- Livarot
- Maroilles or Marolles
- Mimolette
- Mont d'or
- Morbier
- Munster ou Munster-Géromé
- Neufchâtel
- Ossau-lraty
- Pélardon
- Picodon de l'Ardèche or Picodon de la Drôme
- Pont-l'Évêque
- Pouligny-Saint-Pierre
- Reblochon
- Rocamadour
- Roquefort
- Saint Agur Blue
- Saint-Nectaire
- Sainte-Maure de Touraine
- Salers
- Selles-sur-Cher
- Tomme de Savoie
- Tomme des Pyrénées
- Valençay

### Geórgia
- Suluguni

### Grécia
- Agylotti
- Aneri
- Anevato
- Anthotyros
- Armexia
- Arsenico
- Batzos
- Ble Copanisti
- Cathoura
- Cephalaki
- Cephalograviera
- Chloró
- Corfu
- Elaiki
- Feta
- Fondina Dodoni
- Formaella
- Galotyri
- Gylomeni
- Gylotto
- Halloumi
- Kalathaki
- Kasseri
- Katiki
- Kefalotyri
- Kefalograviera
- Klotsotyre
- Kopanisti
- Ladograviera
- Ladotyri
- Malaca
- Malahti
- Manoura
- Manouri
- Megan Kopron
- Metsovella
- Metsovone
- Mizithra
- Petroti
- Petrotto
- Pictogalo
- Possia
- Prentza
- San Michali
- Sclavotyre
- Scotyre
- Sfela
- Sourotto
- Stacca
- Svonzo
- Telemes
- Thylicotyre
- Touloumotyre
- Tsalafoutti
- Tyrovolia
- Urtha )
- Victoria
- Xynomizithra
- Xynotyro
- Zipouro
- Zirozoulli

### Holanda

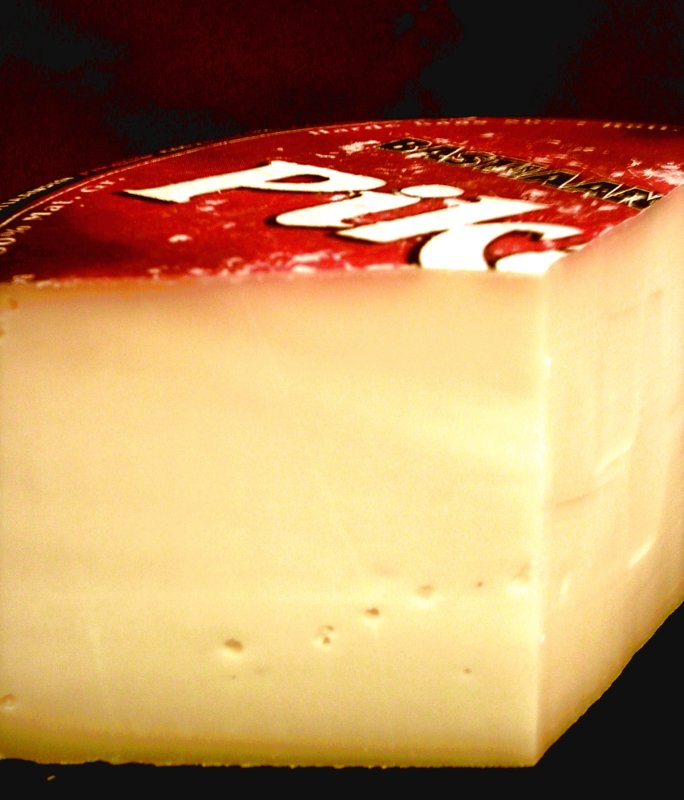
Gouda

- Amsterdão
- Edam
- Frisian
- Gouda
- Leerdammer
- Leyden
- Maasdam
- Parrano
- Roomano
- Spitsee

### Hungria
- Balaton
- Lajta
- Liptauer
- Pálpusztai
- Pannónia
- Trappista

### Irlanda
- Ardrahan
- Bosca Beag Milis
- Braghe
- Cashel Blue
- Cheddar irlandês
- Coolea
- Cooleeney
- Corleggy
- Desmond cheese
- Doolin
- Dubliner cheese
- Durrus Cheese
- Gabriel
- Gubbeen
- Kilcummin
- Micheal Marbh
- Milleens
- Mizen
- Poulcoin
- St Brigid
- Tóin Mór
- Waterford

### Itália

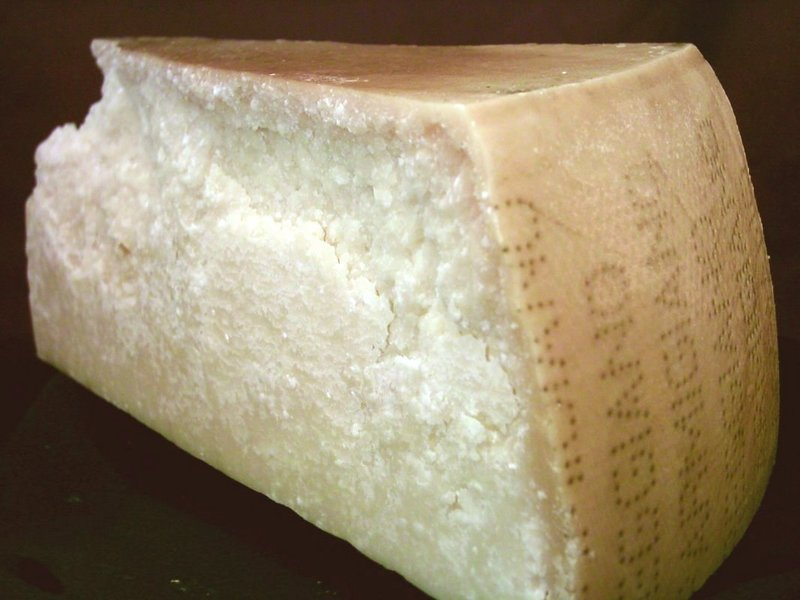
Parmigiano Reggiano

- Asiago
- Bel Paese
- Bergkäse
- Bitto
- Bocconcini
- Brös
- Brus da ricotta
- Burrata
- Caciocavallo Silano
- Caciocavallo
- Caciotta
- Castelrosso
- Casu marzu
- Crescenza
- Crucolo
- Darraghetto di Viareggio
- Dolcelatte
- Fior di latte
- Fiore Sardo
- Fontal
- Fontina
- Formaggio Saltarello
- Friuli
- Gorgonzola
- Grana Padano
- Grana
- Liptauer
- Mascarpone
- Monte Veronese
- Mozzarella di Bufala Campana
- Mozzarella
- Nerino
- Parmesão (Parmigiano-Reggiano)
- Pecorino Romano
- Pecorino Sardo
- Pecorino
- Pepato
- Piave cheese
- Provola
- Provolone
- Rasco
- Reblochon
- Ricotta
- Robiola
- Romano
- Scamorza
- Sottocenere al tartufo
- Stracchino
- Stracciatella di Bufala
- Taleggio
- Toma Piemontese
- Toma

### Macedónia
- Bieno sirenje
- Galichki kashkaval
- Kashkaval
- Maleshevsko sirenje
- Ovchepolsko sirenje
- Sirenje
- Urda

### MaltaeGozo
- Ġbejna

### Montenegro
- Pljevaljski sir (Pljevlja)
- Njeguški sir (Njeguši)

### Noruega
- Balsfjord
- Brunost
- Geitost
- Camenås
- Gamalost
- Graddost
- Ingers Blå
- Jaktost
- Jarlsberg
- Nøkkelost
- Norvegia
- Pultost
- Snøfrisk

### Polónia

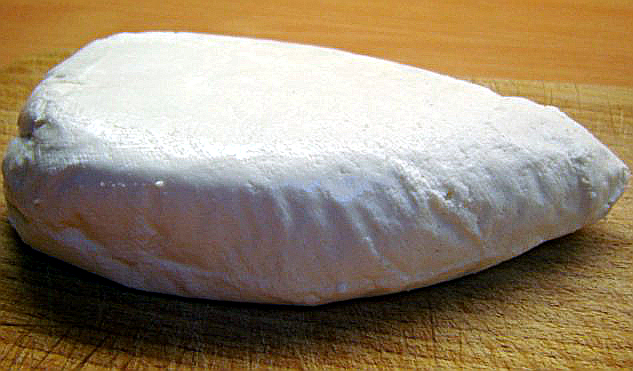
Twaróg

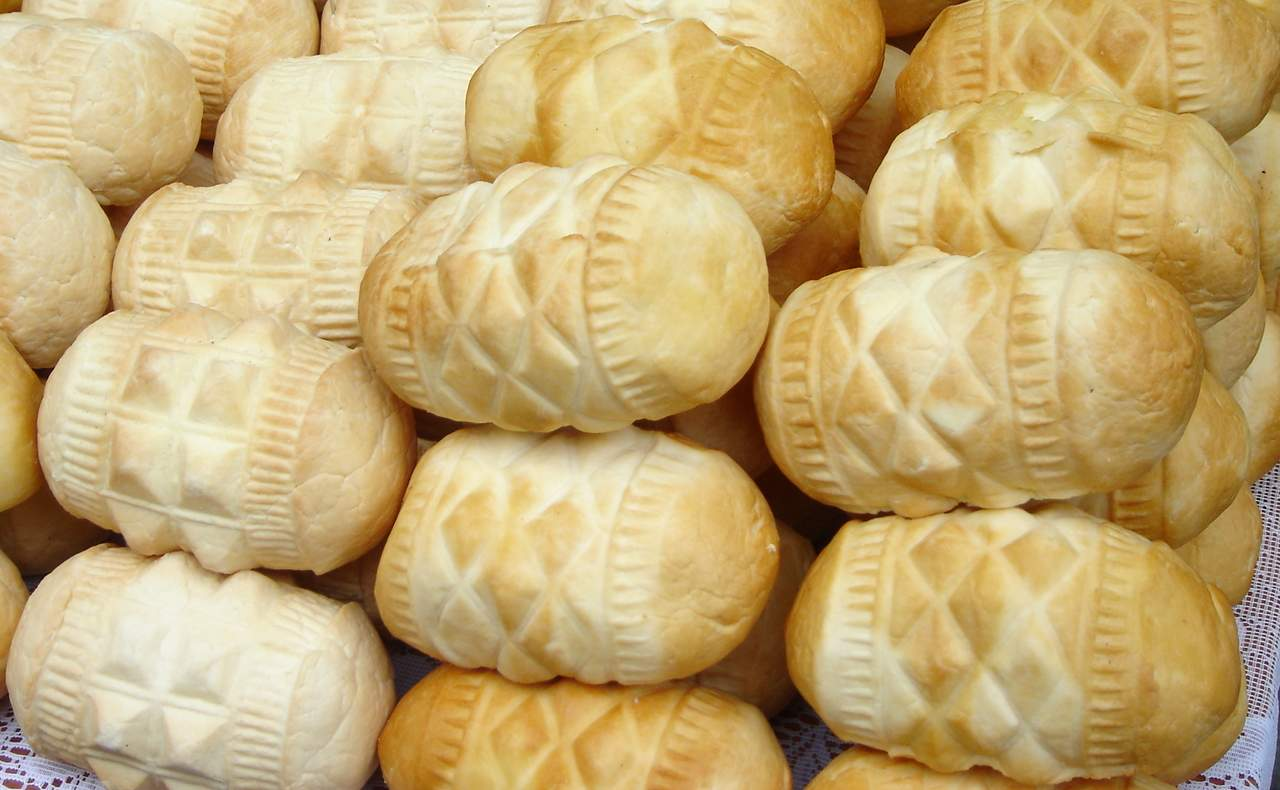
Oscypek

- Bryndza
- Bundz
- Bursztyn
- Golka
- Korycinski
- Oscypek
- Redykolka
- Rokpol
- Stolper Jungchen
- Twaróg
- Tylzycki
- Zamojski

### Portugal
- Queijo amarelo da Beira Baixa (DOP)
- Queijo Castelões
- Queijo curado de ovelha
- Queijo de Azeitão (DOP)
- Queijo de cabra transmontano (DOP)
- Queijo de cabra
- Queijo de Castelo Branco (DOP)
- Queijo de Évora (DOP)
- Queijo de Idanha
- Queijo de Nisa (DOP)
- Queijo de Santarém
- Queijo de Tomar
- Queijo do Pico (DOP)
- Queijo dos Envendos
- Queijo Duprado
- Queijo fresco
- Queijo mestiço de Tolosa (IGP)
- Queijo picante da Beira Baixa (DOP) (Queijo Cabreiro)
- Queijo Rabaçal (DOP)
- Queijo Saloio
- Queijo São Jorge (DOP) (Queijo Ilha)
- Queijo Serpa (DOP)
- Queijo Serra da Estrela (DOP)
- Queijo Terrincho (DOP)
- Requeijão de ovelha
- Requeijão

(DOP) - Denominação de origem protegida
(IGP) - Indicação geográfica protegida

### Reino Unido
- Bath blue
- Black bevon welsh ( Wales)

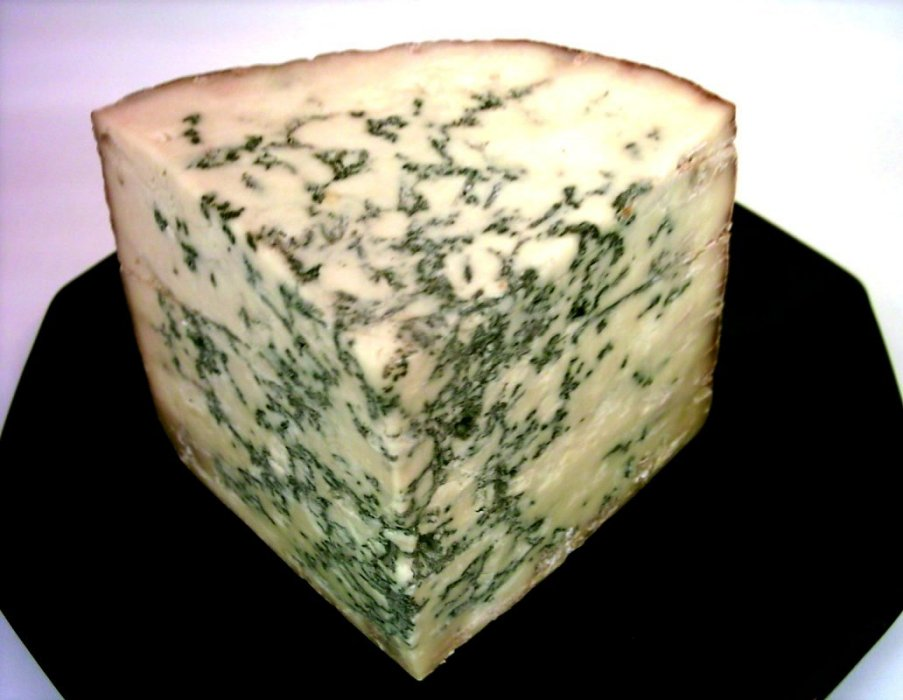
Queijo Stilton.

- Blacksticks Blue (Lancashire origin)
- Blue Wensleydale
- Buxton Blue
- Cheddar
- Colston Bassett Blue Stilton
- Devon Blue
- Dorset Blue Vinney
- Dunsyre Blue Scotland
- Exmoor Blue
- Goodliffe fine rennet blue
- Harbourne Blue
- Lanark Blue
- Lymeswold
- Oxford Blue
- Ribblesdale Blue Goat
- Shropshire Blue
- Stilton
- Yorkshire Blue

### República Checa
- Abertam
- Olomoucké syrecky

### Roménia
- Brânza de burduf
- Brânza de vaci
- Brânza la brad
- Brânza topita
- Brânza (também como nome genérico para queijo)
- Cas ardelenesc
- Cas
- Cascaval
- Telemea
- Urda

### Rússia
- Sir Kolbasny
- Sir Poshehonsky
- Sir Novorossisky
- Sir Orbita
- Tvorok

### Sérvia
- Kackavalj
- Sjenicki
- Sremski
- Švapski

### Suécia

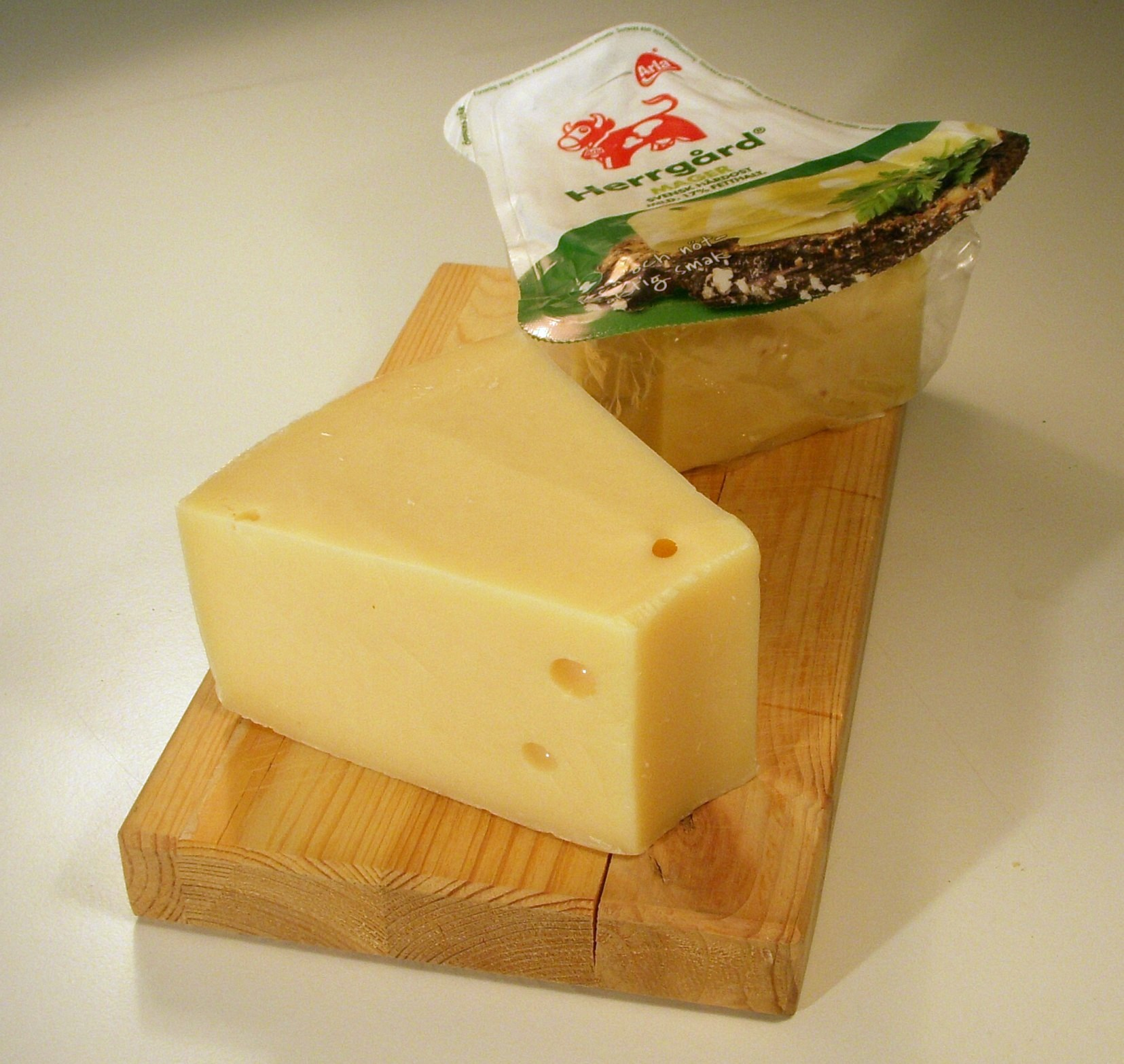
O queijo Herrgårdsost.

- Baron
- Billinge
- Blå Gotland (Gotland Blue)
- Drabant
- Gräddost
- Grevé
- Herrgårdsost
- Hushållsost
- Kleinenob Cheddar
- Kryddost
- Kvibille Cheddar
- Kvibille Gräddädel
- Pichula cheese
- Prästost
- Raketost
- Räkost
- Riddarost
- Stureost
- Svecia
- Västerbottensost
- Wästgöta Kloster

### Suíça
- Appenzeller
- Büsciun da cavra

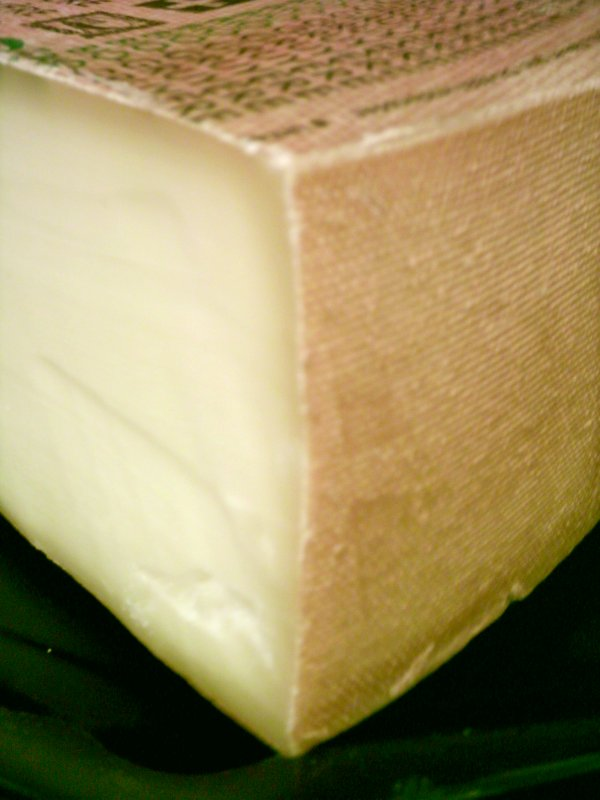
Gruyère

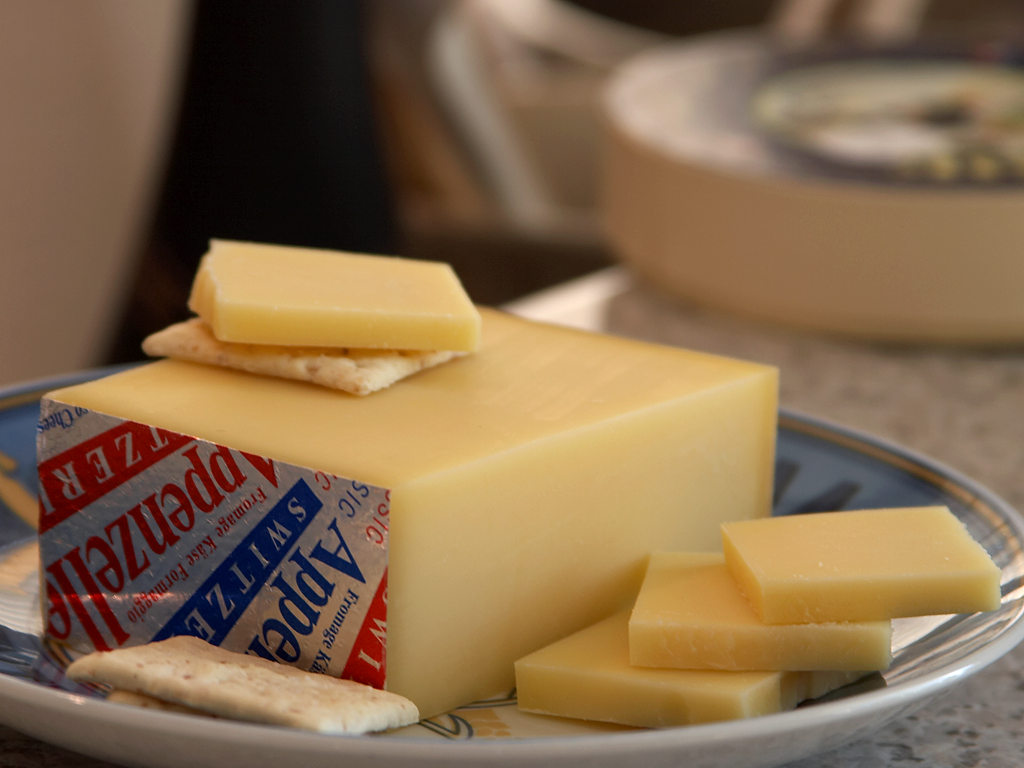
Appenzeller

- Emmental (Emmentaler), por vezes conhecido nos U.S.A. como Swiss cheese
- Gruyère
- L'Etivaz
- Petit Suisse
- Raclette
- Sbrinz
- Schabziger, Conhecido nos U.S.A. como Sapsago
- Tete de Moine
- Tilsiter Switzerland
- Tomme vaudoise
- Vacherin Mont d'Or

### Turquia
- Abaza peyniri
- Beyaz peynir
- Çanak peyniri, Çömlek peyniri o Testi peyniri
- Cayir (Çayir [Chayir] peyniri)
- Cecil (Çeçil [Chechil] peyniri)
- Cerkez (Çerkez [Cherkez] peyniri)
- Cheese with herbs (Otlu peynir)
- Cokelek (Çökelek [Choekelek])
- Cubic
- Dil peyniri
- Goat
- Golot
- Gravyer
- Hellim
- Imansiz (Imansiz peyniri)
- Kaşar peyniri
- Kaşkaval
- Kulek (Külek [Kuelek] peyniri)
- Lor
- Maras (Maras [Marash] peyniri)
- Mihalic/Kelle (Mihaliç [Mihalich]/Kelle peyniri)
- Orgu (Örgü [Oergue] peyniri)
- Sepet peyniri
- Sor (Sor [Shor])
- Tel/Civil (Tel/Civil peynir)
- Torba
- Tulum
- Yoruk (Yörük [Yoeruek] peyniri)

### Outros
- Appleby Cheshire
- Beacon Fell traditional Lancashire (queijo)

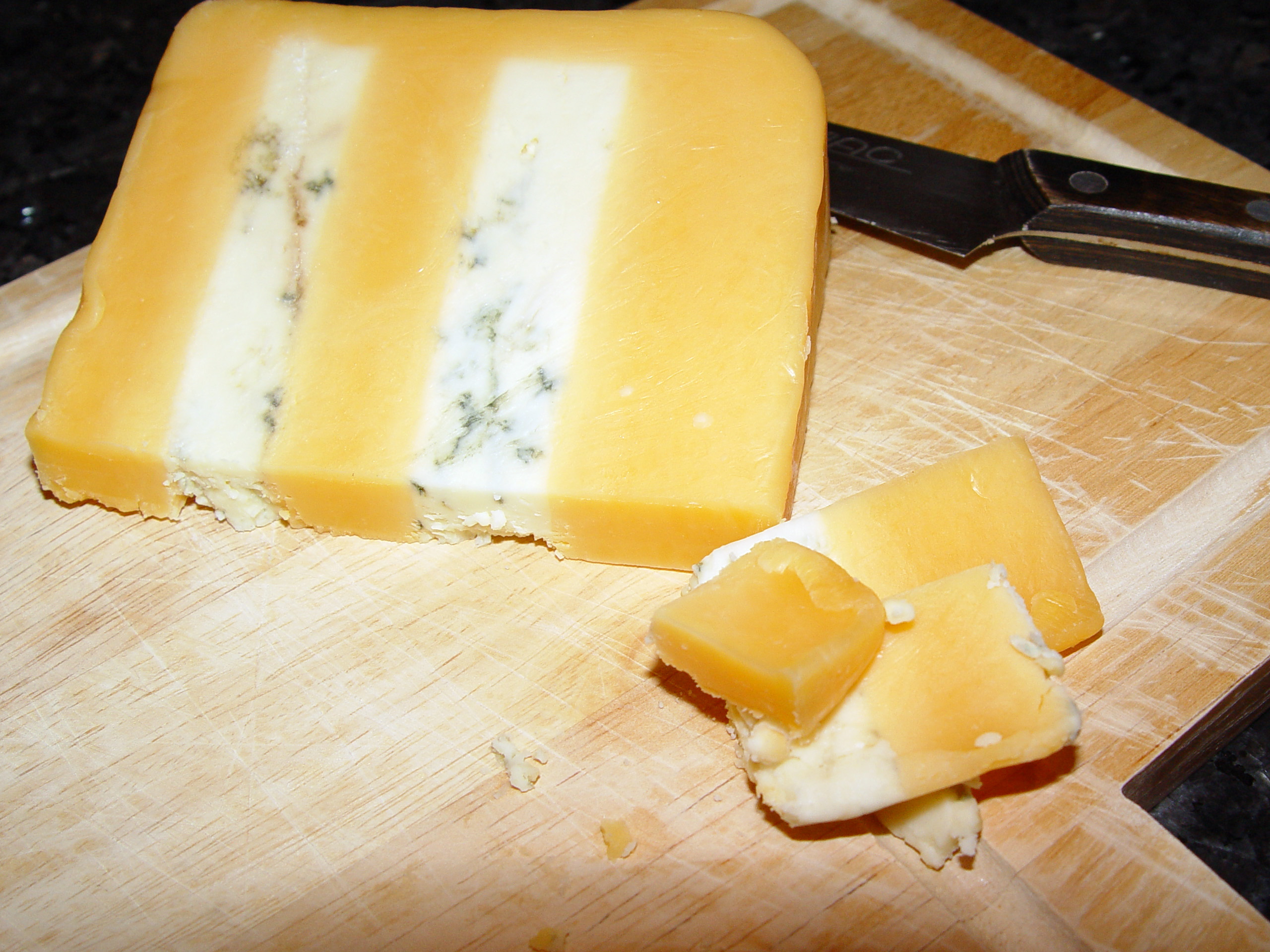
Queijo Huntsman

- Black Eyed Susan
- Bonchester
- Brinkburn
- Caboc
- Caerphilly
- Caithness
- Cheshire
- Chevington
- Coleraine cheddar
- Coquetdale
- Cotherstone
- Cotswold
- Coverdale
- Croglin
- Crowdie
- Derby
- Dorstone
- Double Gloucester
- Dovedale
- Dunlop
- Farmhouse Llanboidy
- Fine Fettle Yorkshire
- Golden Cross
- Goldilocks
- Goosnargh Gold
- Gruth Dhu
- Harlech
- Horeb

- Huntsman
- Ilchester
- Innkeepers Choice
- Isle of Mull
- Katy's White Lavender
- Kidderton Ash
- Lancashire (queijo)
- Leicester (queijo)
- Lincolnshire Poacher
- Lord of the Hundreds
- Lowerdale Goats
- Netting Hill
- Pantysgawn
- Radden Blue
- Red Devil
- Red Dragon
- Red Leicester
- Red Windsor
- Rothbury Red
- Sage Derby
- Shipton Moyne
- Single Gloucester
- Stinking Bishop
- Swaledale
- Teviotdale
- Tintern
- Village Green Goat
- Waterloo (queijo)
- Wensleydale
- West Country Farmhouse Cheddar
- White Stilton
- Whitehaven
- Y Fenni
- Yarg

## América do Norte

### Canadá
- Amster Dammer (British Columbia)
- Balderson's Cheddar (Ontario)
- Baron (Quebec)
- Bleu Bénédictin (Quebec)
- Bleu L'Ermite (Quebec)
- Bleubry (Quebec)
- Bocconcini (Ontario)
- Brie Chevalier Fines Herbes (Quebec)
- Brie L'extra Double Crème (Quebec)
- Brie Manoir (Quebec)
- Brie Vaudreuil (Quebec)
- Brittania (Quebec)
- Camembert de Madame Clément (Quebec)
- Cantonnier (Quebec)
- Cheddar âgé au Porto 10 ans (Quebec)
- Chèvre noir (Quebec)
- Damablanc (Quebec)
- Douanier, Le (Quebec)
- Dragons Breath (Nova Scotia)
- Fétard (Quebec)
- Frère Jacques (Quebec)
- Friulano
- Gouda Coureur des Bois (Quebec)
- Gouda Old (British Columbia)
- Gouda Old (Ontario)
- Kingsberg (Quebec)
- Riopelle de l'Isle, Le (Quebec)
- Leoni-Grana Parmesan (Alberta)
- Mamirolle (Quebec)
- Medium Cheddar (Nova Scotia)
- Miranda (Quebec)
- Mont Saint-Benoît (Quebec)
- Mozzarella Prestigio (Quebec)
- Noyan (Quebec)
- Oka (Quebec)
- Pied-de-Vent (Quebec)
- Provolone Sette Fette (Ontario)
- Raclette des Appalaches (Quebec)
- Raclette Fritz (Quebec)
- Raclette Griffon (Quebec)
- Saint-Fidèle (Quebec)
- Saint-Paulin Anco (Quebec)
- Saint-Paulin Québécois (Quebec)
- Smoked Monterey Jack (Manitoba)
- Tomme Québécoise (Quebec)
- Trevisano (Ontario)
- Valbert (Quebec)
- Verdelait Cracked Pepper (British Columbia)
- Victor et Berthold (Quebec)

### México
- Añejo
- Asadero or Chihuahua
- Cotija or "Queso Añejado"
- Criollo
- Jalapeño
- Oaxaca or "Quesillo"
- Panela
- Queso Fresco/Queso Blanco
- Requesón

### Nicarágua
- Quesillo

### Estados Unidos da América
- Amablu Blue
- American
- Bergere Bleue
- Brick
- Capriole Banon
- Clemson University Blue
- Colby-Jack (Cojack)
- Colby
- Cold Pack
- Cougar Gold
- Cream Cheese
- Crowley
- Cup
- Cypress Grove Chevre
- Farmer
- Frankenmuth
- Great Hill Blue
- Hubbardston Blue Cow
- Humboldt Fog
- Kansas Cow
- Maytag Blue
- Monterey Jack
- Muenster
- Peekskill Pyramid
- Pepperjack
- Pinconning
- Pizza Cheese
- Plymouth
- Provel
- Teleme
- Texas Goat
- Tillamook Cheddar
- Vermont Cheddar

## América do sul

### Argentina
- Reggianito
- Sardo
- Mar del Plata
- Por Salut
- Provoleta
- Manson Printer

### Bolívia
- Quesillo cochabambino

### Brasil

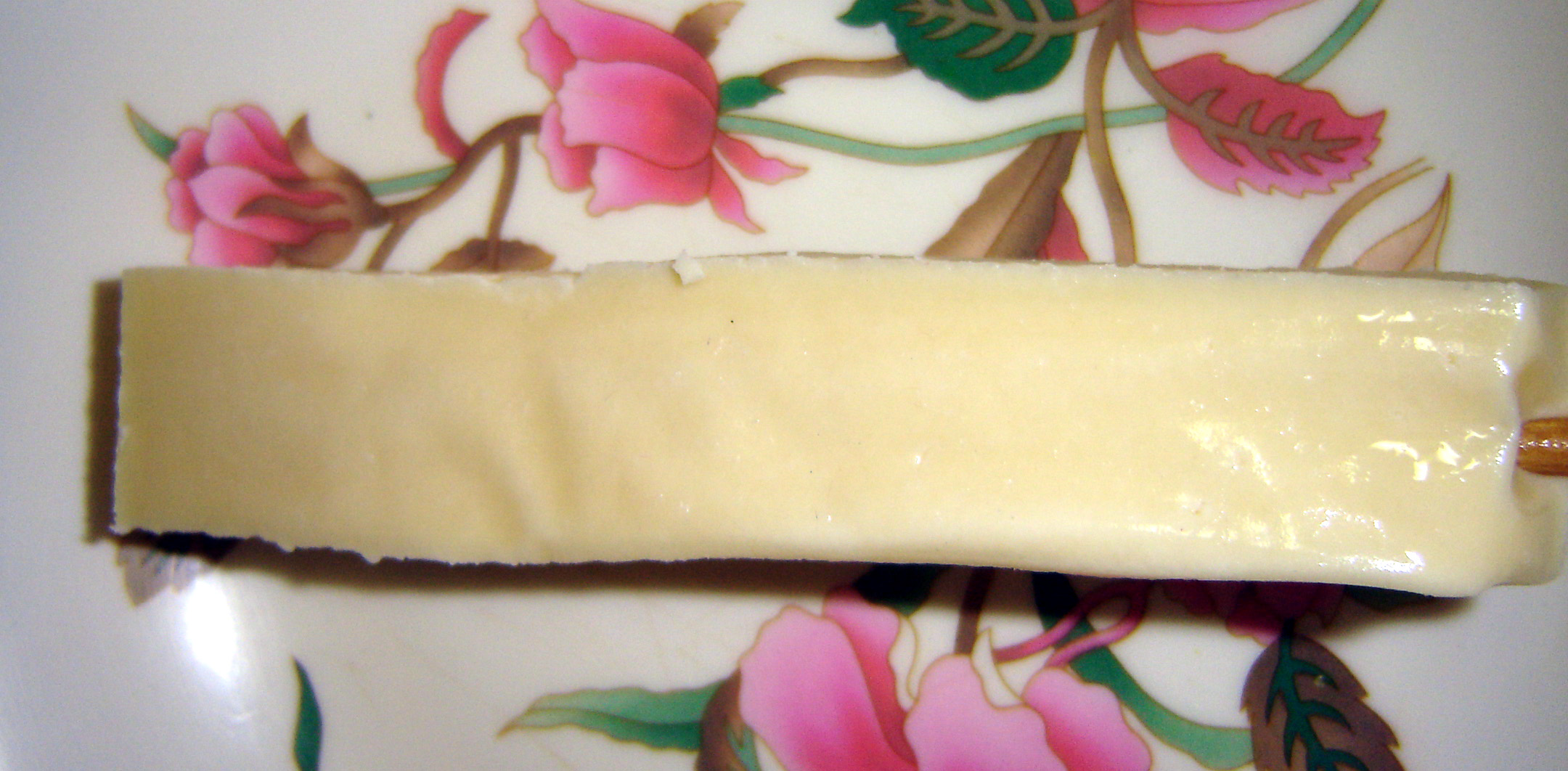
Coalho

- Artesanal Alagoa
- Cabacinha
- Catupiry
- Cuesta
- Giramundo
- Joaninha
- Kochkäse
- Mimo da Serra
- Ovelha das Vertentes
- Queijo extra-curado de ovelha
- Queijo coalho
- Queijo da Canastra
- Queijo de Colônia
- Queijo do Marajó
- Queijo manteiga
- Queijo Mantiqueira
- Queijo Minas frescal
- Queijo Minas padrão
- Queijo paulista
- Queijo prato
- Queijo tipo parmesão
- Queijo tipo ricota
- Queijo-do-reino
- Raclette Mineiro
- Requeijão cremoso
- Requeijão
- Muçarela
- Serrano
- Venda Nova
- Queijo tulha

### Chile
- Queso Chanco
- Queso Gauda
- Quesillo
- Queso Chacra
- Queso Mantecoso
- Queso Panquehue
- Queso Ranco
- Queso Renaico

### Colômbia
- Quesillo
- Queso campesino
- Queso costeño
- Queso Paipa

### Uruguai
- Queijo Churrasqueiro (Parrillero)
- Queijo Sobremesa (Postre)
- Queso Fontina
- Queso Fundido sabor Gruyère
- Queso Gruyère
- Queso Sbrinz ou Reggianito Uruguaio

### Venezuela
- Guyanés cheese
- Queso de Año
- Queso de Cabra
- Queso de Mano
- Queso Palmita
- Telita

## Oceania

### Austrália

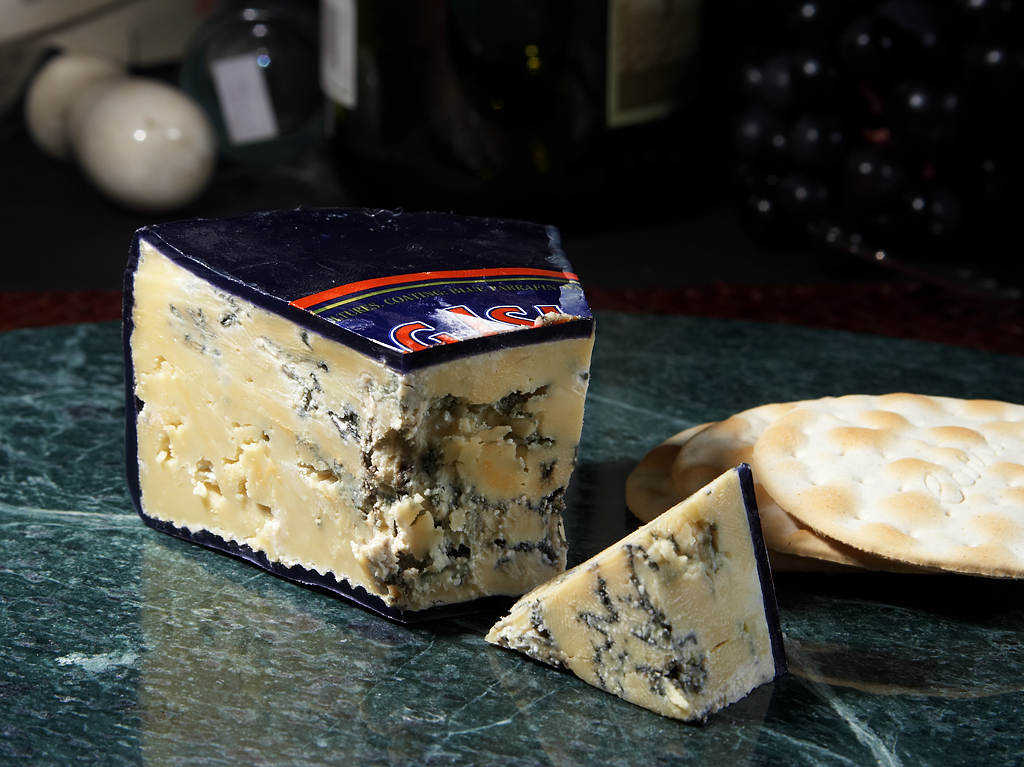
Queijo Roaring 40s blue

- Cheddam
- Devil's Dance Blue
- Jindi Brie
- Kervella Affine
- Roaring 40s blue